# دايفيد نيومان
دايفيد نيومان (بالإنجليزية: David Newman)‏ هو جغرافي بريطاني، ولد في 4 يوليو 1956 في لندن في المملكة المتحدة.
شارك نيومان بالتعاون مع غازي فلاح في سلسلة من المشاريع البحثية والأنشطة المتعلقة بالسلام ومجموعة متنوعة من مناقشات ومفاوضات المسار الثاني. ويشمل ذلك مشاريع إسرائيلية فلسطينية مشتركة تبحث في القضايا الإقليمية والحدودية.